# Zuénoula
Zuénoula, appelée Zuénoufla en langue Gouro, est une ville du centre-ouest de la Côte d'Ivoire, située dans la région de la Marahoué. La ville de Zuénoula est chef-lieu de commune, de sous-préfecture et de département.
Elle est composée d'autochtones gouros, de dioulas et d'autres ressortissants de la Côte d'Ivoire et de la sous-région ouest africaine.

## Administration
Une loi de 1978 a institué 27 communes de plein exercice sur le territoire du pays.
| Date d'élection | Identité             | Parti    | Qualité         | Statut |
| --------------- | -------------------- | -------- | --------------- | ------ |
| 1980            |                      | PDCI-RDA | Homme politique | élu    |
| 1985            |                      | PDCI-RDA | Homme politique | élu    |
| 1990            |                      | PDCI-RDA | Homme politique | élu    |
| 1995            |                      | PDCI-RDA | Homme politique | élu    |
| 2001            | Ferdinand Zan Bi Goï | RDR      | Homme politique | élu    |
| 2013            | Yao Clément          |          |                 | élu    |
| 2018            | Olivier Dje Bi Dje   |          |                 | élu    |
| 2023            | Souleyman Koné       | RHDP     | Homme politique | élu    |

## Société

### Démographie
| 1920                                                             | 1946 | Rec. 1975 | Rec. 1988 | 1998 | 2008   | 2014   |
| ---------------------------------------------------------------- | ---- | --------- | --------- | ---- | ------ | ------ |
|                                                                  |      | 9 286     | 19 523    |      | 52 630 | 80 949 |
| Nombre retenu à partir de 1920 : Population sans doubles comptes |      |           |           |      |        |        |

## Économie
Zuénoula abrite un complexe sucrier.

## Religion
La ville dispose de deux paroisses, Saint-Matthieu et Sainte-Marie, au sein du diocèse de Daloa. La ville dispose des Grandes mosquées reconnues par le conseil supérieur des imams en Côte d'Ivoire. La ville dispose également de plusieurs Églises Évangéliques (Églises Évangéliques des Assemblées de Dieu, Église Pentecôte, Églises Réveil et bien d'autres)

## Sports
La ville compte un club de football, la Jeunesse Athletic Club de Zuénoula, qui évolue en Championnat de Côte d'Ivoire de football D3.

## Villes voisines
- Mankono au nord.
- Bouaflé au sud.

## Personnalités liées
- Lou Rosalie (1959-2014), présidente du conseil d'administration de Cocovico y est née.

## Liens
- Zuénoula.com